# Don Quixot (ballet)

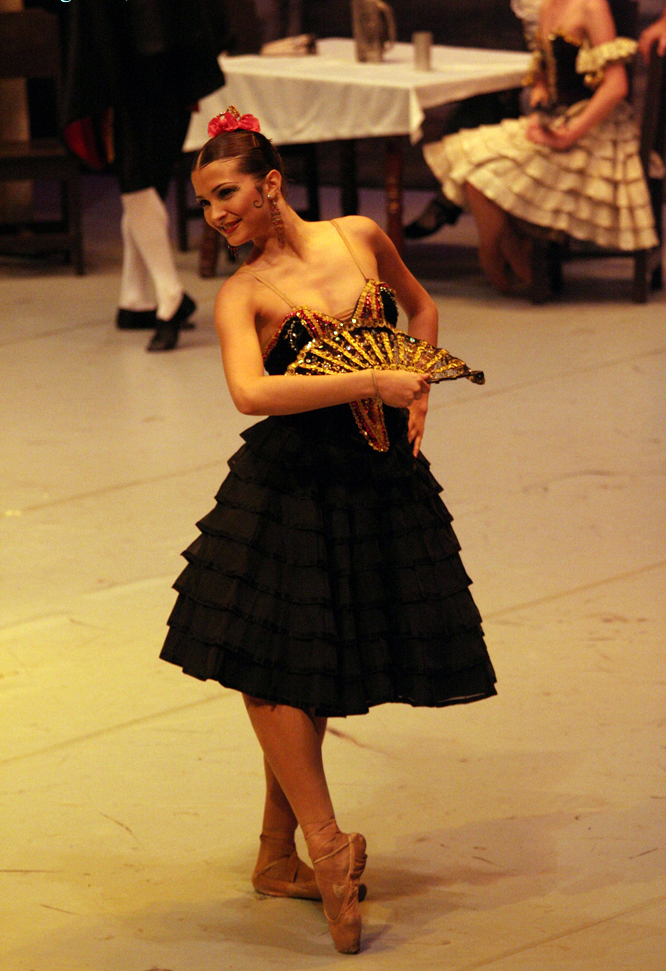
Una escena de Don Quixot

Don Quixot és un ballet en quatre actes i vuit escenes, coreografiat per Màrius Petipà i amb música de Ludwig Minkus, que es va estrenar al Teatre Imperial de Bolxoi de Moscou en 1869. Dos anys després, Petipà i Minkus van presentar al Bolxoi de Sant Petersburg una versió allargada d'aquesta obra, especialment concebuda pel Ballet Imperial, i que tenia cinc actes i onze escenes. El ballet, situat en un entorn camperol a Castella durant el renaixement, narra el capítol dinou de la segona part de Don Quixot de La Manxa de Miguel de Cervantes.
El tsar Pere I de Rússia havia llegit el Quixot, que és una obra prou coneguda al país i que ha influït bona part dels grans escriptors russos. L'argument del Quixot de Petipà és un curt fragment de poques pàgines de la novel·la de Cervantes, que li serveix per a presentar el personatge, molt conegut a Rússia, i el seu univers, i de pas contar una història d'amor protagonitzada per un pastor. El fet de situar-lo a Castella (exotisme, quasi-orientalisme) i el món oníric i de fantasia, així com la individualitat, del Quixot són elements que agraden molt a l'època romàntica.

## Argument
El Quixot cavalca amb el seu escuder Sancho Panza per un camí al mig del camp quan es troba uns homes que fan el mateix camí, i als quals es presenta i els explica qui és i què fa. Entre els homes hi ha dos camperols que se'l creuen al peu de la lletra, i dos estudiants, que a poc a poc comencen a adonar-se que el Quixot està desequilibrat, tot i que el respecten i admiren igualment. Els homes el conviden a un casament entre el pagès més ric del poble i una de les belles joves de la comarca i pel camí li conten la seva història: el veí d'ella estava bojament enamorat, i ja des de petits la bella Quitèria i el Basili festejaven, però el pare de Quitèria la feia casar amb el ric Camacho, que a més de ser el més ric de la comarca era jove, fort, cantava bé, ballava la dansa de les espases i era fint i tot bo en esports i en esgrima. Al Quixot li agrada Camacho només perquè sap que és bo amb l'espasa mentre que Sancho s'identifica amb Basili, i pensa que la noia ha de casar-se amb el noi que estima encara que no tingui tants diners. Un estudiant recorda l'estat lamentable de tristor i bojeria en el qual es troba ara en Basili, i apunta que la seva reacció durant casament és l'event més esperat a la vil·la, més que la festa en si mateixa. La conversa continua, i els estudiants acaben discutint sobre la importància o no de ser bo amb l'espasa, fins al punt en què s'enfronten en duel, al qual el Quixot fa de jutge. Lluiten però cap dels dos mor, i de fet acaben més amics que abans. Arriben de nit al poble, on ja es respira aire de festa i alegria.
L'endemà al matí se celebra el casament amb una festa plena de música i dansa. Éls nuvis apareixen vestits com prínceps, i de sobte apareix també en Basili amb una espasa, que interposa entre els dos nuvis i es mata travesant-se-la. Basili, moribund, demana la mà de Quitèria, com esposa, abans d'acabar de morir. Quixot argumenta que, pels segons que li queden de vida, i ja que s'ha mostrat tan valent, en Camacho podria deixar-li que mori casant-se amb la Quitèria, i que tot seguit es podria casar ell amb la vídua, que donades les circumstàncies tant és soltera que vídua. Ell accepta i ella es casa amb Basili, que ha aguantat molt bé durant tota la discussió. Quan el cura els dona la benedicció, el Basili es posa de peus d'un salt, havia simulat que es matava per a poder casar-se amb la noia. Tots se senten enganyats però ella confirma el seu desig, i que s'ha casat amb ell perquè l'estima. Camacho, ofès en el seu orgull, desenvaina l'espasa amb els seus homes, mentre que d'altres ho fan per Basili, estaven a punt de matar-se entre tots quan el Quixot posa pau, i convenç en Camacho que el pobre Basili no té res, que ja li pot deixar tenir aquella dona. Camacho, per mostrar la seva cavallerositat, els regala els festejos, però a la festa només es queden els rics: Basili, Quitèria i els camperols marxen per orgull a celebrar-lo a casa d'ells, mentre que el Quixot i Sancho continuen el seu camí.

## Representacions a Catalunya
David Campos ha preparat per al Ballet de Santa Coloma de Gramenet una versió d'aquest ballet que se situa a la Barcelona del segle xxi. L'espectacle es va estrenal el 2005 al Festival Internacional de Cap Roig, durant els actes de celebració del quart centenari de l'aparició de la novel·la El Quixot, i que serà de nou representada del 15 de juliol a l'1 d'agost de 2010 al Teatre Condal de Barcelona.